# Samuel de los Reyes Domínguez
Samuel de los Reyes Domínguez (Sevilla, 15 de febrero de 1992), conocido deportivamente como de los Reyes, es un futbolista español que juega como defensa.

## Trayectoria
Salido de la cantera del Sevilla Fútbol Club, en 2008 debutó con el Sevilla "C", a la edad de 16 años. En 2011 firmó su primer contrato profesional en el Sevilla Atlético con Tejada como entrenador, incluso hizo la pretemporada ese año con el Sevilla F. C., de la mano de Marcelino.[cita requerida]
El 17 de febrero de 2013 se marchó al C. E. Sabadell, fuera del mercado de fichajes para cubrir la baja por lesión de Toño García. Debutó en liga contra el Xerez C. D., jugando los 90 minutos y con victoria 0-1.
El 31 de mayo firmó un acuerdo de dos años con el Córdoba C. F., también en la categoría de plata del fútbol español. El 21 de agosto de 2014 firmó por dos temporadas más en Córdoba pero fue cedido al Club Deportivo Lugo.
Tras pasar por el fútbol sueco con el GIF Sundsvall, se unió a la U. D. Almería. Con este equipo no llegó a debutar debido a una lesión que sufrió durante la pretemporada, marchándose en enero de 2019 al Marbella F. C.

## Clubes
| Club                      | País   | Año       | Partidos | Goles |
| ------------------------- | ------ | --------- | -------- | ----- |
| Sevilla F. C. "C"         | España | 2008-2011 | 42       | 2     |
| Sevilla Atlético          | España | 2011-2013 | 58       | 3     |
| C. E. Sabadell F. C.      | España | 2013      | 14       | 0     |
| Córdoba C. F.             | España | 2013-2017 | 34       | 0     |
| C. D. Lugo (cedido)       | España | 2014-2015 | 4        | 0     |
| U. E. Llagostera (cedido) | España | 2015-2016 | 51       | 1     |
| GIF Sundsvall             | Suecia | 2018      | 11       | 0     |
| U. D. Almería             | España | 2018-2019 | 0        | 0     |
| Marbella F. C.            | España | 2019-2020 | 11       | 0     |